# Skandinaviske sprog
Skandinaviske sprog er en undergruppe af nordiske sprog, der igen er en underfamilie af den germanske sprogfamilie. Skandinavisk er de sprog i den nordiske sprogfamilie der har fået mest indflydelse fra Europa (først og fremmest nedertysk), og derved størst forandringer.
Internationalt opfattes ofte dansk, norsk og svensk som dialekter af ét og samme sprog, eftersom de er indbyrdes forståelige, og kaldes i denne sammenhæng "skandinavisk". På grund af geografisk isolation er de to andre nordiske sprog islandsk og færøsk hverken indbyrdes forståelige eller forståelige for talere af de skandinaviske sprog.